# Pan Selfridge
Pan Selfridge (v anglickém originále Mr. Selfridge) je britsko-americký výpravný historický televizní seriál. Vypráví skutečný příběh rodilého Američana Harryho Gordona Selfridge, zakladatele slavného londýnského obchodního domu Selfridge & Co na počátku 20. století. Seriál vznikl podle životopisné knihy Lindy Woodheadové Shopping, Seduction & Mr Selfridge, kterou pro televizní obrazovky převedl Andrew Davies. O vznik projevila zájem britská televize ITV po předchozím úspěchu jejího historického seriálu Panství Downton. Koprodukovaly jej společnosti ITV Studios a Masterpiece/WGBH. Titulní roli ztvárnil Jeremy Piven. Původně desetidílný seriál začala ITV vysílat od 6. ledna 2013 a od 31. března téhož roku ji následovala americká televize PBS. Ve čtyřech řadách vzniklo celkem 40 dílů, poslední z nich byl odvysílán 11. března 2016.